# 温帯低気圧

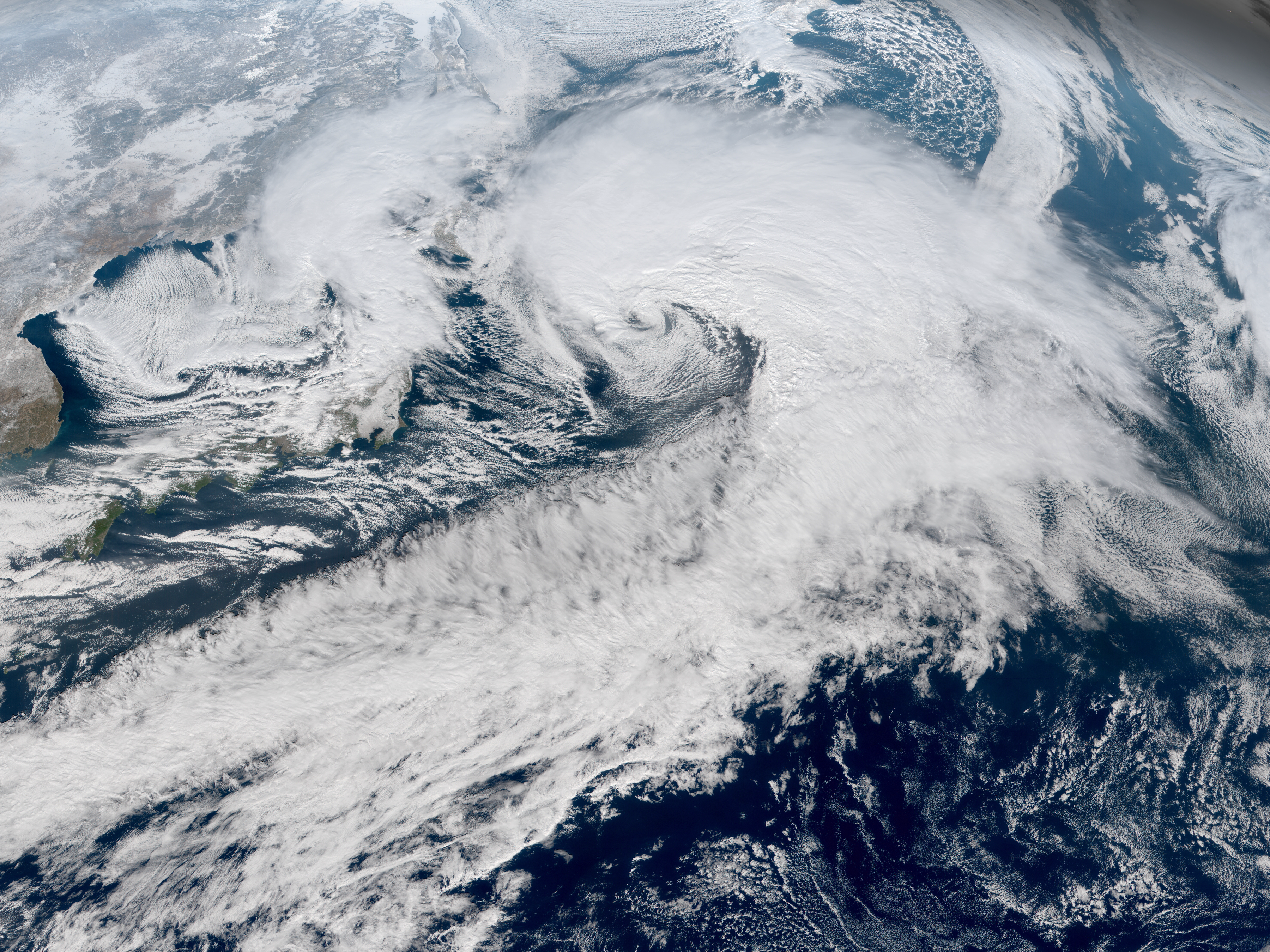
発達した温帯低気圧（北半球）

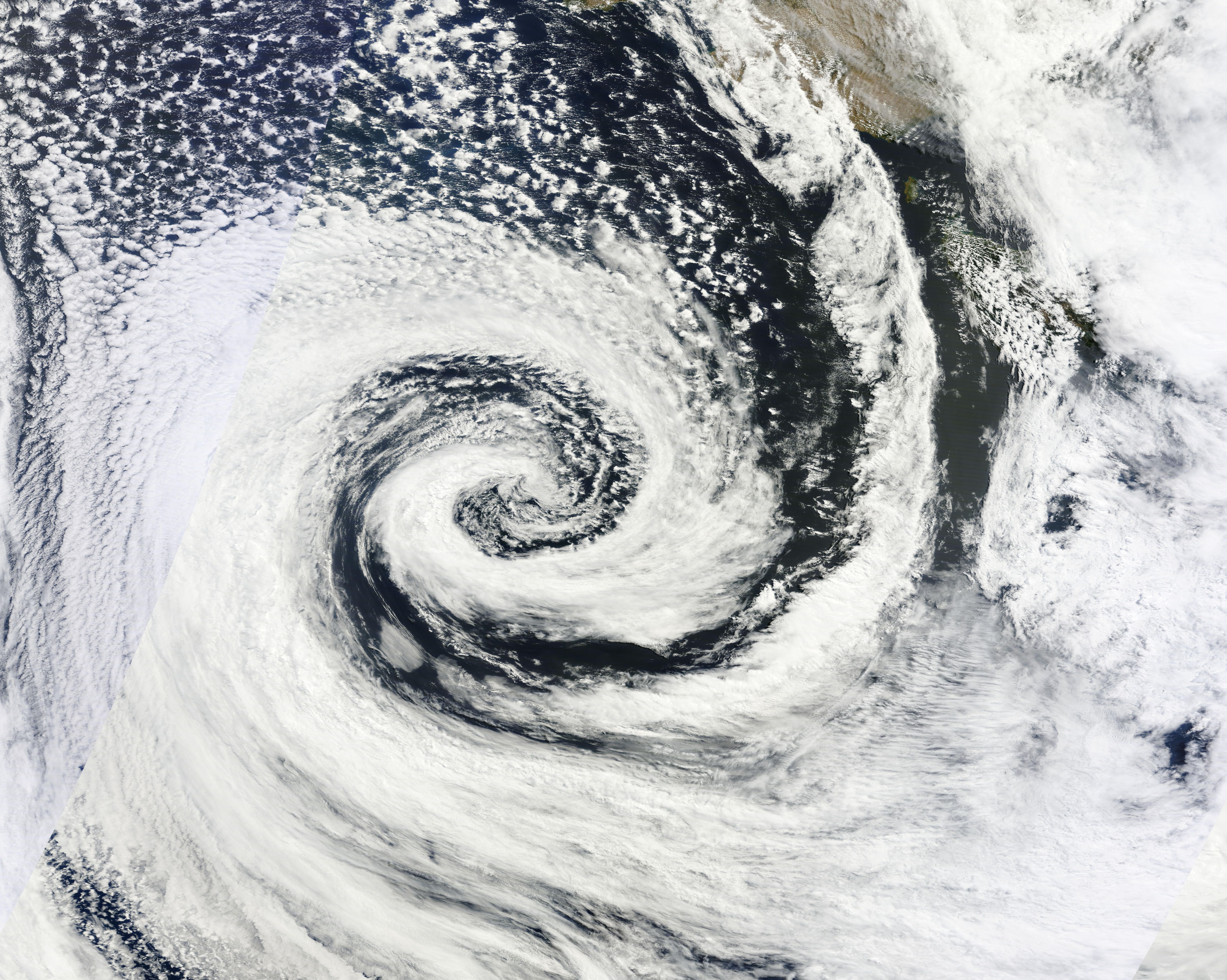
発達した温帯低気圧（南半球）

温帯低気圧（おんたいていきあつ、英語: extratropical cyclone, mid-latitude cyclone）は、相対的に軽い暖気が上方へ、重い寒気が下方へと移動する際に解放される位置エネルギーによって発達する低気圧のことである。
赤道からの暖気と両極からの寒気が温帯気候の地域で接触し、この種の低気圧は主に温帯で発生するためこの名がある。英語ではextratropical cyclone（熱帯外低気圧）やmid-latitude cyclone（中緯度低気圧）という呼び方がされる。地球の熱収支的に見ると、熱の供給が過剰な赤道地方から熱の放散が過剰な極地方への熱の運搬を担っている存在である。
温帯低気圧は北半球では通常その中心の南東側に温暖前線を、南西側に寒冷前線を伴う。発達した低気圧では、寒冷前線と温暖前線が中心付近から結合し、中心もしくはその近くから閉塞前線を伴い、その先から温暖前線と寒冷前線の2つに分かれるという形態をとることもある。温暖前線においては暖気が寒気の上に這いあがり、寒冷前線においては寒気が暖気の下に潜りこんで暖気を押し上げるという形で上昇気流が発生している。この上昇気流に伴って雲が発生するため、温帯低気圧では中心付近だけでなく前線付近でも天気が悪い。
典型的な低気圧の構造や発達の様式を記述したものを低気圧モデルという。温帯低気圧のモデルの代表的な例としてノルウェー学派モデル（ビヤークネスモデル）とシャピロ＝カイザー・モデルという2つのモデルがある。一般的に良く知られているのはノルウェー学派モデルである。

## ノルウェー学派モデル
1920年前後にノルウェーの気象学者ヴィルヘルム・ビヤークネスを中心とする学派（ノルウェー学派またはベルゲン学派と呼ばれる）によって提唱された低気圧モデルである。この時代には高層大気についての観測データはまだ少なく、地上観測でのデータを中心に構築されたモデルである。古典モデルであるが、低気圧の実態についてよく説明できるため現在でも広く低気圧の説明に利用されている。

### 低気圧の発生
ノルウェー学派は暖気を持つ亜熱帯高圧帯と寒気を持つ極高圧帯の境界にできる寒帯前線（亜寒帯低圧帯）上で発生する渦と考えた。寒帯前線の一部で暖気の勢力が強まるとその部分は高緯度に向かって移動しはじめ温暖前線となり、一方寒気の勢力が強まると低緯度に向かって移動しはじめ寒冷前線となる。コリオリの力によってこの空気の流れは回転させられ、東側の温暖前線と西側の寒冷前線の境界で北半球では反時計回転の渦（南半球では時計回転の渦）ができる。これが低気圧の中心である。なお、熱帯低気圧（台風など）が中緯度まで進み、温低化することで温帯低気圧に変わることもある。

### 低気圧の発達
温暖前線においては相対的に軽い暖気が相対的に重い寒気の上を這いあがり、寒冷前線においては寒気が暖気の下にもぐりこむ。これらの運動により重力による位置エネルギーが減り、その分が空気の運動エネルギーに変換される。その結果、低気圧の渦の回転が加速される。それに伴って低気圧の中心気圧も低下する。この過程が進行するにつれて徐々に低気圧の南側に存在する地上が暖気で覆われた部分（暖域）が減少し、寒気に覆われた部分が増加していく。これは天気図上では温暖前線に寒冷前線が追いついていくように見える。そしてついには低気圧の中心に近い部分では地上からは暖気がなくなってしまう。これを閉塞 (occlusion) という。しかし、低気圧の前面と後面の寒気はもともと遠く離れていた場所の空気であるので、ある程度の温度差があり前線が残る。この前線は閉塞前線という。

### 低気圧の衰弱
閉塞した低気圧はもはや発達するためのエネルギーを使い切ってしまっているので、徐々に地表との摩擦などにより渦運動が弱まっていく。閉塞前線の前後の空気の温度差が小さいため、徐々に温度差は小さくなり閉塞前線も消失する。こうすると低気圧は寒帯前線から切り離された寒気内の渦となり、さらに衰弱してやがて消滅する。

## 傾圧不安定波
ノルウェー学派は低気圧の発生の原因となる暖気と寒気の南北への移動は、前線の南北の風速の差（水平シア）が大きくなると前線面が不安定化して発生すると考えていた。この説を前線波動説という。しかしこのような原因からは実際の低気圧の発生過程を説明することはできなかった。1940年代後半にジュール・チャーニーやエリック・イーディーは前線の南北の温度差が大きいと地上と上空の風速の差（鉛直シア）が大きくなって不安定となり、南北への気流の蛇行が起こることを発見した。このようにして生じる気流の南北への波動を傾圧不安定波という。現在では上空の偏西風に発生した傾圧不安定波が地上の前線と相互作用して低気圧が発生すると考えられている。

### 3次元的な低気圧モデル
トラフでは等高度面において東側に暖気移流があり、西側には寒気移流がある。暖気移流の下では静水圧平衡の関係から気圧が減り、その低気圧に対しても同様のことが言えるので、上層の低気圧は西に傾くように下層に伝播し、トラフの東側の地上には低気圧ができる。これを傾圧不安定波という。トラフの東側やリッジの西側、ジェットストリークと呼ばれる上空の強風帯の上流の低緯度側、下流の高緯度側では傾度風と地衡風の風速の関係により気流が発散している。すなわち、気流の密度が減るので。これも低気圧の発達に寄与する。また、地表摩擦の影響を受け上昇気流が発生する。（スピンダウン効果）
有効位置エネルギーの一部は鉛直方向の循環による運動エネルギーに転化されるが、大気下層に明瞭な前線が無くても低気圧の発生によって新たに前線が発生することがよく知られているように、温帯低気圧にとってそのことは本質的ではない。温帯低気圧は有効位置エネルギーが水平の渦運動(傾圧不安定波)に転化されることにより高気圧とペアで発生し、寒冷前線や温暖前線はあくまでも摩擦収束によるフロントの強化で発生するものである。(前線強化過程を参照)
上空の気圧の谷の周りの気流と地上の低気圧の周りの気流が結びつく結果、低気圧の周りには主に3つの3次元的な空気の流れが存在する。1つ目は低気圧の南側から北東へ流れる湿った暖気の上昇気流であるウォームコンベアーベルト (Warm Conveyor Belt, WCB) である。2つ目は低気圧の北側の地上付近を東から西へ流れるコールドコンベアーベルト (CCB) である。3つ目は低気圧の西側から南東方向へ流れる乾いた寒気の下降気流であるドライイントルージョン（乾燥侵入）である。ウォームコンベアーベルトとコールドコンベアーベルトの境界面が温暖前線、ドライイントルージョンとウォームコンベアーベルトの境界面が寒冷前線にあたる。また、一般に前線を境に等圧線が折れ曲がる、これは寒気側が暖気側に比べて相対的に重く、高圧なためである。

## シャピロ＝カイザー・モデル

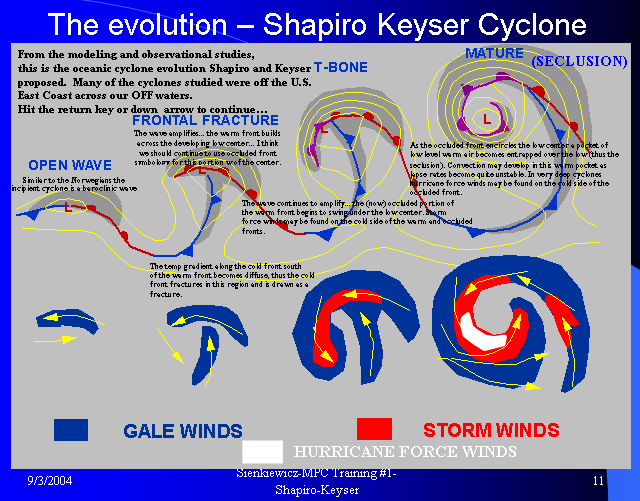
シャピロ＝カイザー・モデル

ノルウェー学派のモデルは地上観測から構築されたモデルであるため、高層観測や気象衛星による観測が発達してくるといろいろな面で問題が指摘されるようになった。閉塞前線は実際に観測された例も少なく、実在性が疑われていた。気象衛星からの観測データもノルウェー学派が提唱するような空気の流れだけでは、説明しにくい点が指摘された。そこで1980年代にアメリカを中心に温帯低気圧の詳細な観測が行なわれ、その結果の集大成として1990年にメルヴィン・シャピロとダニエル・カイザーによって提案されたのがシャピロ＝カイザー・モデルである。

### ノルウェー学派モデルとの違い
ノルウェー学派モデルでは温暖前線と寒冷前線は低気圧の中心で連続していたが、シャピロ＝カイザー・モデルでは低気圧の発達がはじまると温暖前線と寒冷前線が分離する。これを前線の断裂という。
温暖前線は低気圧の発達が進むにつれて低気圧の中心の北側を通って南西側に伸びていく。この低気圧の西側に伸びた温暖前線を後屈温暖前線という。寒冷前線は低気圧の中心の南側から南西へと伸びる。ちょうどこの形がTボーンステーキの骨の部分のようであるからTボーン前線という。ノルウェー学派モデルでは後屈温暖前線の部分は閉塞前線と解釈される。低気圧の中心の位置がノルウェー学派モデルでは閉塞前線の末端である（T字の横棒の左端）であるのに対し、シャピロ＝カイザー・モデルではT字の交点付近であるという違いがある。
さらに発達が進むと低気圧の渦にそって後屈温暖前線が低気圧の中心に巻き込まれていく。寒冷前線はそのまま南東に移動していく。ノルウェー学派モデルではこの時期の低気圧の中心は寒気団内の渦であるが、シャピロ＝カイザー・モデルでは寒気団内に切り離された暖気塊の渦であるという違いがある。

### どちらのモデルが正しいのか
シャピロ＝カイザー・モデルが提案された後にさらに多くの低気圧が観測され、また計算機によるシミュレーション実験が行われた結果、ノルウェー学派モデルに近い低気圧も存在することが確認されている。そのため、ノルウェー学派モデルとシャピロ＝カイザー・モデルはどちらが正しいというようなものではなく、違いのある2種類の温帯低気圧像を示したものと解釈されている。

## 衛星気象学・天気図
気象衛星の雲画像や天気図を組み合わせると、温帯低気圧がどの成長過程にあるか、どれくらいの勢力があるかといった大体の要素を推測できる。
キンク
直線的な前線の一部分が北に盛り上がったもの。雲画像では、雲は直線的かばらばら。発生初期。
バルジ
巻雲が上空のストリームラインに沿い流され高気圧性の極率を持ったもの。発達初期。
フックパターン
バルジが更に大きくなり、低気圧の西側にフックのような雲のくびれができたもの。発達中。
ドライスロット
低気圧の西側～南側から螺旋状に伸びる雲の無い領域。ドライイントルージョン（乾燥侵入）に対応する。最盛期。